# Alberobello

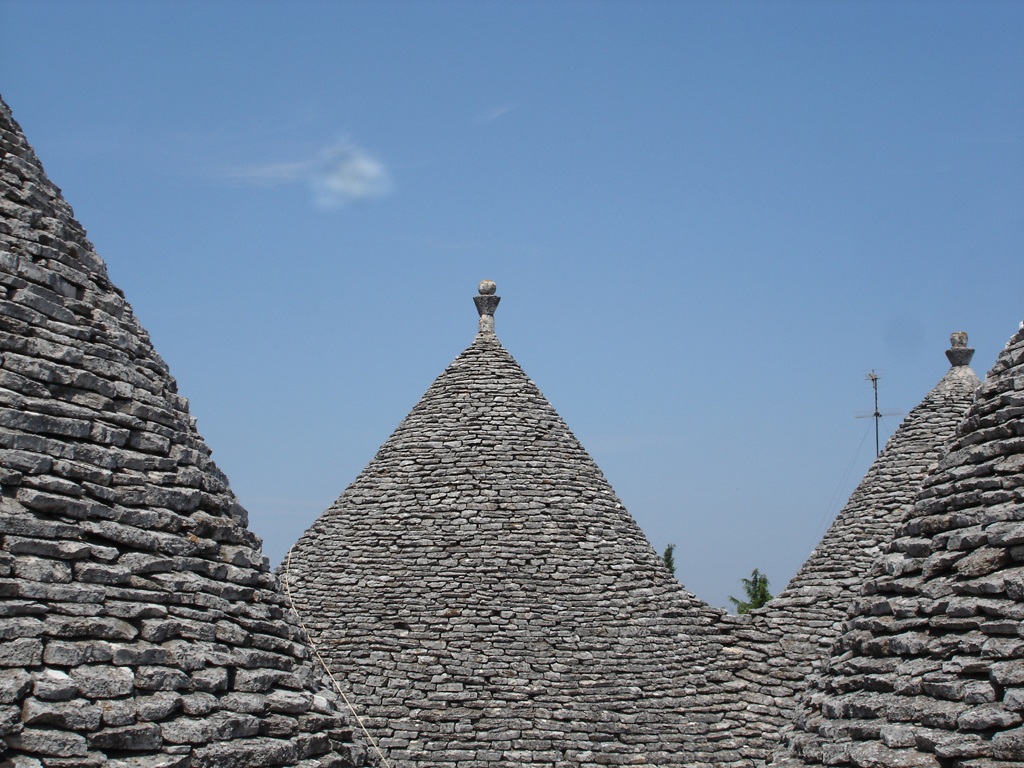
Les teulades d'Alberobello.

Alberobello és una població i municipi (comune) de la Ciutat metropolitana de Bari, a la Pulla, Itàlia. Té uns 11.000 habitants i és famós pels seus típics trulli. Els trulli d'Alberobello foren declarats per la UNESCO Patrimoni de la Humanitat l'any 1996.

## Llocs d'interès

### Església de Sant'Antonio

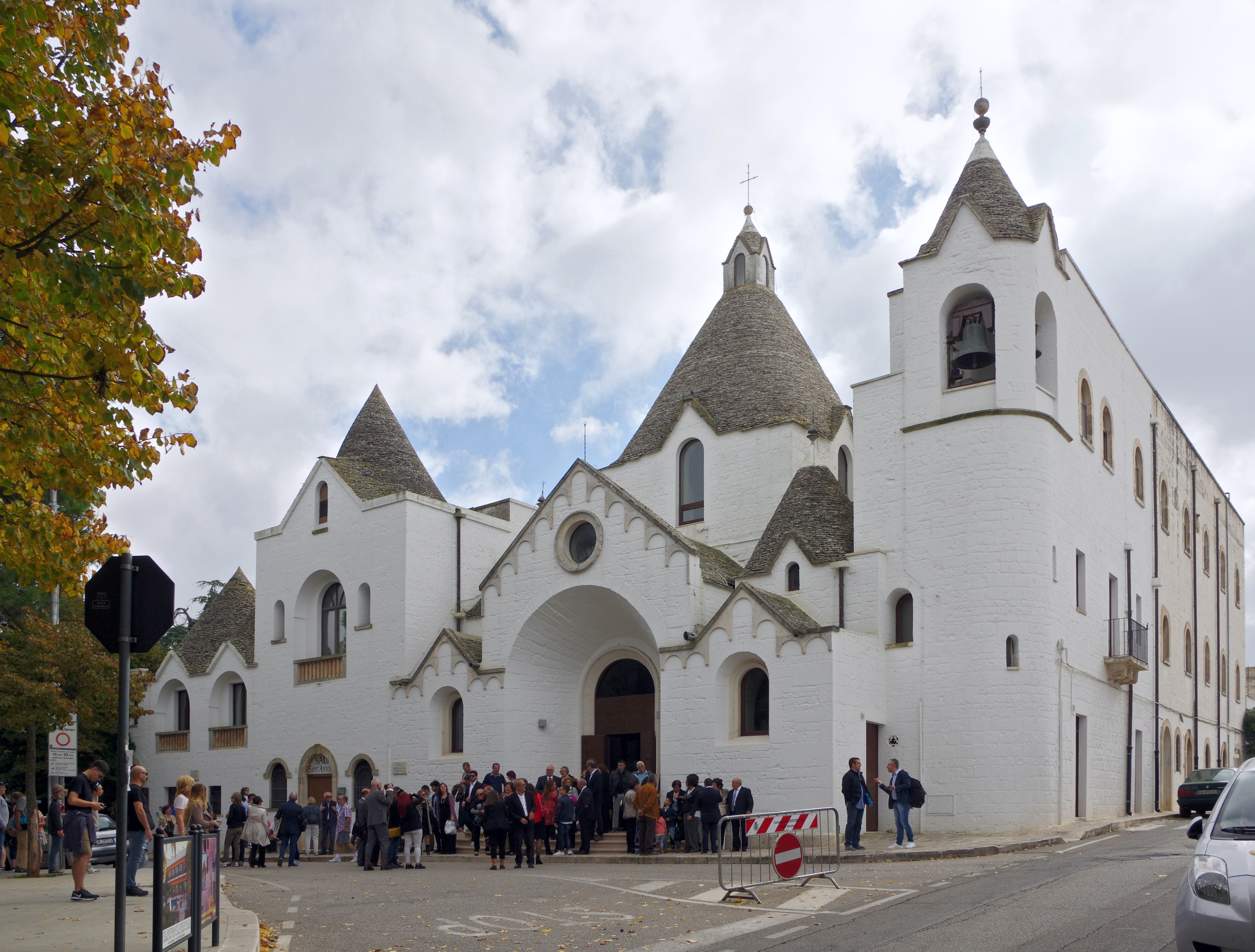
Exterior de l'església de Sant'Antonio

L'església de Sant Antoni, va ser erigida en tan sols catorze mesos en un terreny donat per un benefactor.
L'edifici es va obrir al culte el 13 de juny de 1927. La façana de l'edifici està dividit en tres parts. La del mig, mostra gran arc atrompetat en el qual s'insereix el portal d'accés. L'església és de creu greca presentant una cobertura de "Trullo". Els quatre pilars centrals sostenen arcs de mig punt, sobre els quals descansen les voltes laterals.
A l'estructura existent se li va unir el seminari, que va tancar un costat de la torre del campanar.
L'interior tenia inicialment un sol altar i un gran Crist a la creu, per Adolfo Rotllo (1898-1985). Entre 1954 i 1960, el temple va experimentar canvis significatius. A més d'adaptar l'altar central a les necessitats de culte, es varen elevar els dos altars laterals, el de la dreta dedicat a Verge i el de l'esquerra a S. Antoni.

### Els Trulli
Els trullis són un tipus de construcció rural fàcilment identificable gràcies a les seves teulades còniques de pedra grisa.

## Agermanaments
- Viles històriques de Shirakawa-go i Gokayama (Japó).